# (32797) 1990 OJ
1990 أو جاي (ويعرف أيضًا باسم (32797) 1990 أو جاي وفق تسمية الكوكب الصغير) (بالإنجليزية: 1990 OJ)‏ هو كويكب ضمن حزام الكويكبات؛ وترتيبه 32797 من حيث الاكتشاف.
اكتُشف هذا الجُرم الفلكي بواسطة اليانور إف. هيلين في 18 يوليو 1990.

## وصلات خارجية
- (32797) 1990 OJ في قاعدة بيانات مختبر الدفع النفاث لأجرام النظام الشمسي الصغيرة

- الاكتشاف · مخطط المدار ·  العناصر المدارية · المعلمات المادية

- (32797) 1990 OJ على موقع ويكي سكاي: DSS2, SDSS, GALEX, IRAS, Hydrogen α, X-Ray, Astrophoto, Sky Map, Articles and images